# Джесика Бийл
2008 - "Семейна война" (Easy Virtue)
Джѐсика Клѐър Бийл (на английски: Jessica Claire Biel) е американска актриса и бивша манекенка. Става известна с участието си в телевизионното шоу „Седмото небе“, което се задържа на екран в продължение на 11 години. По-късно участва във филми като „Илюзионистът“, „Златото на Ули“, „Ще си бъда у дома за Коледа“, „Непристойно поведение“ и други. На 19 октомври 2012 г. сключва брак с Джъстин Тимбърлейк.

## Частична филмография
- 2001 – „Лятна свалка“ (Summer Catch)
- 2002 – „Правилата на привличане“ (The Rules of Attraction)
- 2003 – „Тексаско клане“ (The Texas Chainsaw Massacre)
- 2004 – „Мобилна връзка“ (Cellular)
- 2004 – „Блейд: Троица“ (Blade: Trinity)
- 2005 – „Стелт“ (Stealth)
- 2005 – „Елизабеттаун“ (Elizabethtown)
- 2005 – „Лондон“ (London)
- 1996 – 2006 – „Седмото небе“ (7th Heaven)
- 2006 – „Илюзионистът“ (The Illusionist)
- 2007 – „Next“
- 2007 – „Обявявам ви за законни Чък и Лари“ (I Now Pronounce You Chuck and Larry)
- 2009 – „Планета 51“ (Planet 51)
- 2010 – „А отборът“ (The A-Team)
- 2010 – „Денят на влюбените“ (Valentine's Day)
- 2011 – „Новогодишна нощ“ (New Year's Eve)
- 2012 – „Зов за завръщане“ (Total Recall)
- 2012 – „Игри на сърцето“ (Playing for Keeps)
- 2012 – „Хичкок“ (Hitchcock)